# Abréviation des instruments de musique en langue étrangère et équivalence de conversion
Ce petit bréviaire des abréviations d'instruments de musique et conversion de langues est destiné au décodage des abréviations d'instruments apposées à côté des noms des musiciens et souvent figurant entre parenthèses. Ce type d'information est présent sur de nombreuses pochettes de disques, les livrets de CD également et sur certains sites d'information musicale ou de commerce de musique.

## Langue française > Abréviation anglo-américaine et anglo-saxonne
|                                             | Anglais                                | Abréviation                        |
| ------------------------------------------- | -------------------------------------- | ---------------------------------- |
| Chant, chanteur, chanteuse                  | Vocal, lead vocalist                   | Vcl / Voc / / Vo / V               |
| Chœurs                                      | Background vocal(s)                    | Back-vcl / Back-voc / Back-v / bkv |
| Soprano (voix)                              | Soprano                                | S                                  |
| Mezzo soprano (voix)                        | Mezzo soprano                          | MS / Ms                            |
| Alto (voix)                                 | Alto                                   | A                                  |
| Ténor (voix)                                | Tenor                                  | T                                  |
| Baryton (voix)                              | Baryton                                | Bar                                |
| Basse (voix)                                | Bass                                   | B                                  |
| Narrateur                                   | Narrator                               | Nar                                |
| Piano                                       | Piano                                  | P                                  |
| Piano électrique                            | Electric piano                         | El P / Elp / El p                  |
| Piano préparé                               | Prepared piano                         | Prep P / Prep p                    |
| synthétiseur(s), Clavier(s) électronique(s) | Keyboard(s)                            | K / Kbd / Kbds / Synth             |
| Ondes Martenot                              | Ondes Martenot                         | Ondes M                            |
| Thérémine                                   | Theremin                               | Thrm                               |
| Orgue                                       | Organ                                  | Org                                |
| Orgue d'église / à tuyaux                   | Pipe organ                             | Pipe-org                           |
| Harmonium                                   | Harmonium                              | Harm                               |
| Clavecin                                    | Harpischord                            | Hpsc                               |
| Celesta                                     | Celesta                                | Celesta                            |
| Cymbalum                                    | Cymbalum, Cimbalom, Hammered dulcimer  | Dulc                               |
| Accordéon                                   | Accordion                              | Acc / Accor                        |
| Bandonéon                                   | Bandoneon                              | Bnd                                |
| Cor d'armonie                               | Horns                                  | Horns                              |
| Cuivres                                     | Brass Instruments                      | Brass                              |
| Trompette                                   | Trumpet                                | Tp                                 |
| Trompette basse                             | Bass trumpet                           | Btp                                |
| Trompette piccolo                           | Picolo trumpet                         | Pic-tp, Pictp                      |
| Bugle                                       | Flugelhorn                             | Fh / Flgh                          |
| Cornet à piston                             | Cornet                                 | Cor                                |
| Cor d'harmonie                              | French horn                            | frh                                |
| Mellophone                                  | Mellophone, Mellophonium               | Mel                                |
| Trombone                                    | Trombone, Slide trombone               | Tb                                 |
| Trombone basse                              | Bass trombone                          | Btb                                |
| Trombone à pistons                          | Valve trombone                         | vtb                                |
| Euphonium                                   | Euphonium                              | Euph                               |
| Saxhorn                                     | Saxhorn                                | Saxhorn                            |
| Tuba                                        | Tuba                                   | Tu                                 |
| Ophicléide                                  | Ophicleide                             | Oph                                |
| Bois                                        | Woodwinds                              | Woodwinds                          |
| Instruments à anches                        | Reeds                                  | Reeds, r                           |
| Hautbois                                    | Oboe                                   | Ob                                 |
| Cor anglais                                 | English horn                           | Ehr                                |
| Basson                                      | Bassoon                                | Basn / Bsn                         |
| Contrebasson                                | Contrabassoon                          | Cbasn / Cbsn                       |
| Clarinette                                  | Clarinet                               | Cl                                 |
| Clarinette basse                            | Bass clarinet                          | Bcl                                |
| Saxophone sopranino                         | Sopranino sax                          | Sss                                |
| Saxophone soprano                           | Soprano sax                            | Ss                                 |
| Saxophone alto                              | Alto sax                               | As                                 |
| Saxophone C-mélody                          | C-melody sax                           | Cm-s                               |
| Saxophone ténor                             | Tenor sax                              | Ts                                 |
| Saxophone baryton                           | Baritone sax                           | Bs / Bars                          |
| Saxophone basse                             | Bass sax                               | Bs                                 |
| Manzello                                    | Manzello                               | Mzn                                |
| Stritch                                     | Stritch                                | Stc                                |
| Sarrusophone                                | Sarrusophon                            | Sar                                |
| Piccolo                                     | Piccolo                                | Picc                               |
| Flûte traversière                           | Flute                                  | F / Fl                             |
| Flûte alto                                  | Alto flute                             | Af / Afl                           |
| Flûte basse                                 | Bass flute                             | Bf / Bfl                           |
| Flûte à bec                                 | Recorder                               | Rec / Reco                         |
| Flûte de Pan                                | Pan flute, Panflute, Pan pipe, Panpipe | Pfl / Panflute / Panpipe           |
| Harmonica                                   | Harmonica, Harp, Mouth organ           | Hca                                |
| Cornemuse                                   | Bagpipe, bagpipes                      | Bag                                |
| Kazoo                                       | Kazoo                                  | Kaz                                |
| Sifflement, "siffleur"                      | Whistles                               | Whs                                |
| Guitare                                     | Guitar                                 | G / Guit                           |
| Guitare sèche, Guitare acoustique           | Acoustic guitar                        | Ac-g / Acg                         |
| Guitare électrique                          | Electric Guitar                        | Elg / El-g                         |
| Guitare basse                               | Bass Guitar / Bass                     | Bg / Elb                           |
| Banjo                                       | Banjo                                  | Bj / bj                            |
| Mandoline                                   | Mandolin                               | Mand                               |
| Ukulélé                                     | Ukulele                                | Ukl                                |
| Harpe                                       | Harp                                   | Harp                               |
| Autoharpe                                   | Autoharp                               | Autoharp                           |
| Cordes                                      | Strings                                | Strings                            |
| Violon                                      | Violin                                 | V / vln / vn                       |
| Alto                                        | Viola                                  | Va / vla                           |
| Violoncelle                                 | Cello                                  | vlc / vl / vc                      |
| Contrebasse                                 | Double bass, Contrabass                | B / Cb                             |
| Percussions                                 | Percussions                            | Per / Perc                         |
| Batterie                                    | Drums                                  | D / Dms                            |
| Caisse claire                               | Snare drum                             | snd                                |
| Grosse caisse                               | Bass drum                              | Bd                                 |
| Cymbale(s)                                  | Cymbal(s)                              | Cymb                               |
| Cymbale charleston                          | Hi-Hat, High-Hat                       | Hi-Hat                             |
| Gong                                        | Gong                                   | Gong                               |
| Vibraphone                                  | Vibraphone, vibes, vibraharp           | Vb                                 |
| Marimba                                     | Marimba                                | Mar/Mb                             |
| Xylophone                                   | Xylophone                              | Xyl                                |
| Glockenspiel                                | Glockenspiel                           | Glock                              |
| Timbales                                    | Timpani, Kettledrums                   | Tim / timp                         |
| Conga(s)                                    | Conga(s)                               | Cga / cga / cng                    |
| Bongo(s)                                    | Bongo(s)                               | Bgo / bgo / bo                     |
| Djembe                                      | Djembe                                 | Djb                                |
| Tablas                                      | Tablas                                 | Tbl                                |
| Tambourin                                   | Tambourin                              | Tamb                               |
| Cloche                                      | Bell                                   | Bell                               |
| Carillon tubulaire                          | Chimes, Tubular bells                  | Chimes                             |
| Clarine, sonnailles…                        | Cow bells                              | Cwb                                |
| Steel drum                                  | Steel drums, steel pans, pans          | steel d                            |
| Triangle                                    | Triangle                               | Tri                                |
| Planche à laver                             | Washboard                              | W / Wb                             |